# Вулиця Затишна (Черкаси)
Вулиця За́тишна — одна з вулиць у місті Черкаси. Знаходиться у мікрорайоні Дахнівка.

## Розташування
Вулиця починається від вулиці Набережної і простягається південно вигнутою дугою на південний захід до вулиці Горіхової.

## Опис
Вулиця неширока та неасфальтована, забудована приватними будинками.

## Історія
Вулиця була утворена 1983 року і названа на честь Маршала Василевського. 22 лютого 2016 року в процесі декомунізації була перейменована на сучасну назву через те, що є чи не крайньою вулицею міста.